# Kràsnie Vísselki
Kràsnie Vísselki (en rus: Красные Выселки) és un poble de l'óblast de Lípetsk, a Rússia, que el 2013 tenia 129 habitants. Pertany al districte rural de Griazi.